# Sphaerosyllis sublaevis
Sphaerosyllis sublaevis är en ringmaskart som beskrevs av Ehlers 1913. Sphaerosyllis sublaevis ingår i släktet Sphaerosyllis och familjen Syllidae. Inga underarter finns listade i Catalogue of Life.